# Fosse de la Sonde
La Fosse de la Sonde, anciennement connue et parfois encore appelée Fosse de Java, est une fosse océanique située dans l'océan Indien près de Sumatra, formée par la subduction des plaques australienne-capricorne sous une partie de la plaque eurasienne. Elle est longue de 3 200 km et sa profondeur maximale est de 7 290 mètres. Sa profondeur maximale est le point le plus profond de l'océan Indien. La fosse s'étend des Petites îles de la Sonde aux Îles Andaman, en passant par Java, autour de la côte sud de Sumatra, et forme la frontière entre la Plaque indo-australienne et la Plaque eurasienne (plus précisément, la Plaque de la Sonde). La fosse est considérée comme faisant partie de la Ceinture de feu du Pacifique ainsi que d'un anneau de fosses océaniques autour du bord nord de la Plaque australienne.
En 2005, des scientifiques ont trouvé des preuves que l'activité sismique de 2004 dans la zone de la fosse de Java pourrait entraîner d'autres déplacements catastrophiques dans un laps de temps relativement court, peut-être moins d'une décennie. Cette menace a donné lieu à des accords internationaux visant à mettre en place un système d'alerte aux tsunamis le long de la côte de l'océan Indien.

## Caractéristiques
Sur environ la moitié de sa longueur, au large de Sumatra, elle est divisée en deux fosses parallèles par une crête sous-marine, et une grande partie de la fosse est au moins partiellement remplie de sédiments. Après le séisme de 2004 dans l'océan Indien, les cartographies de la limite des plaques ont montré une ressemblance avec les câbles d'un pont suspendu, avec des pics et des creux, indiquant l'aspérité (en) et des failles bloquées, au lieu de la forme traditionnelle de coin attendue.

## Exploration
L'une des premières explorations de la fosse a eu lieu à la fin des années 1950, lorsque Robert Fisher, géologue chercheur à l'Institut d'océanographie Scripps, a étudié la fosse dans le cadre d'une exploration scientifique mondiale des fonds océaniques et de la structure crustale sub-océanique. Le sondage à la bombe, l'analyse des trains d'échos et le manomètre sont quelques-unes des techniques utilisées pour déterminer la profondeur de la fosse. La recherche a contribué à la compréhension des caractéristiques de la subduction des marges du Pacifique. Divers organismes de recherche ont exploré la fosse à la suite du tremblement de terre de 2004, et ces explorations ont révélé des changements importants dans le fond de l'océan.

### Descente en équipage

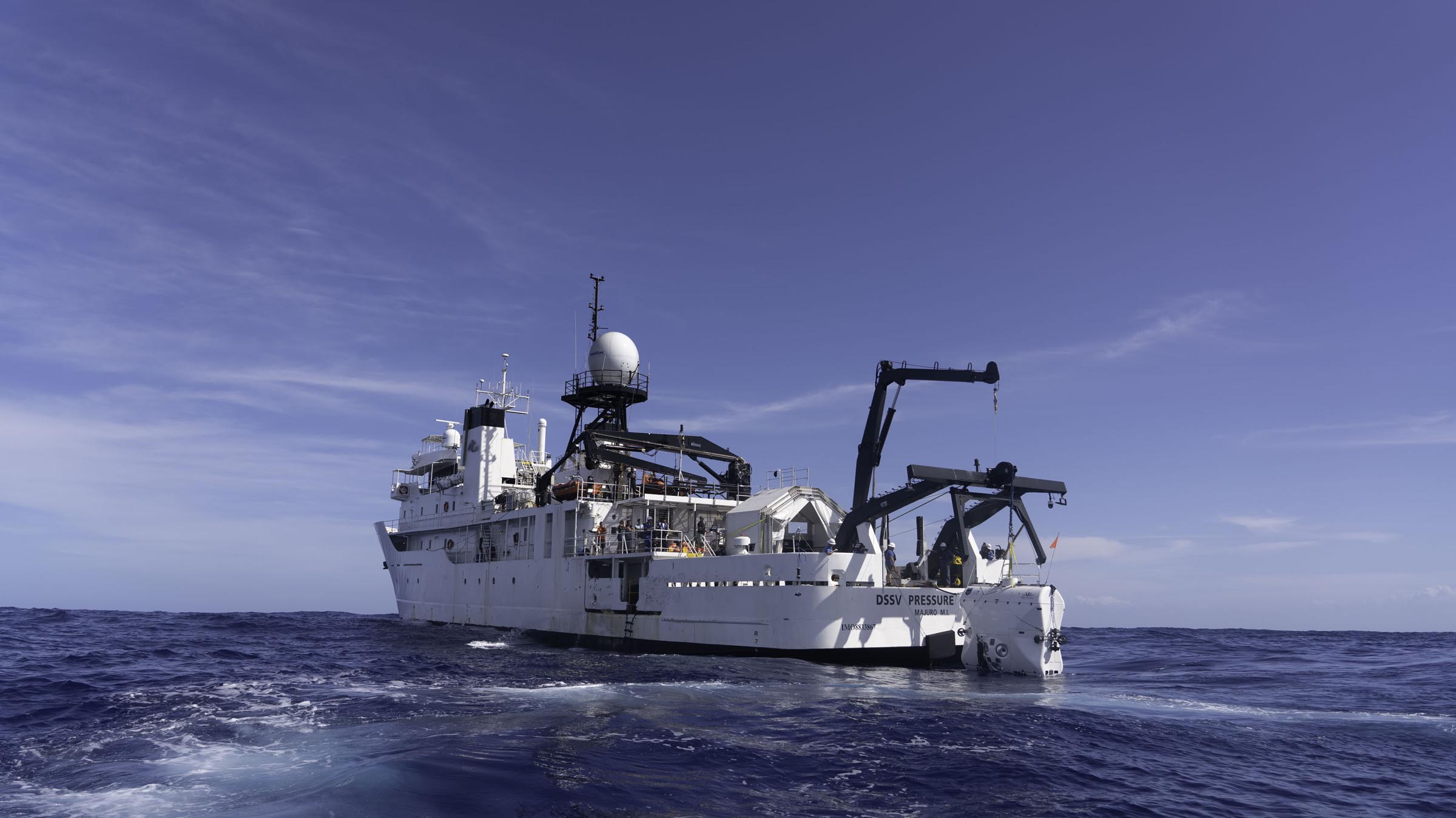
Navire de soutien sous-marin profond DSSV Pressure Drop et DSV Limiting Factor à sa poupe.

Le 5 avril 2019, Victor Vescovo a effectué la première descente en équipage au point le plus profond de la fosse à bord du véhicule à immersion profonde Limiting Factor (en) (un submersible de modèle Triton 36000/2) et a mesuré une profondeur de 7 192 m ± 13 m par des mesures directes de pression CTD à 11° 7' 44" S, 114° 56' 30" E,, à environ 500 km au sud de Bali. La zone d'opération a été étudiée par le navire de soutien DSSV Pressure Drop, avec un système de sondeur multifaisceaux Kongsberg SIMRAD EM124. Les données recueillies ont été transmises à l'initiative GEBCO Seabed 2030,. La plongée faisait partie de la Five Deeps Expedition. L'objectif de cette expédition était de cartographier et de visiter les points les plus profonds des cinq océans du monde.
Pour résoudre le débat concernant le point le plus profond de l'océan Indien, la Zone de fracture de Diamantina (en) a été étudiée par l'expédition Five Deeps en mars 2019, enregistrant une profondeur d'eau maximale de 7 019 m ± 17 m à 33° 37' 52" S, 101° 21' 14" E pour la Fosse de Dordrecht (en). Cela a confirmé que la fosse de Sunda était plus profonde que la zone de fracture de Diamantina.

## Sismicité associée
La subduction de la plaque indo-australienne sous un bloc de la plaque eurasienne est associée à de nombreux tremblements de terre. Plusieurs de ces tremblements de terre sont remarquables par leur taille, les tsunamis associés et/ou le nombre de victimes qu'ils ont causées.

### Segment de Sumatra
- Séisme de Sumatra de 1797 (en) : magnitude ~8.4
- Séisme de Sumatra de 1833 (en) : magnitude 8.8–9.2
- Séisme de Sumatra de 1861 (en) : magnitude ~8.5
- Séisme de Sumatra de 1935 (en) : magnitude 7.7
- Séisme d'Enggano de 2000 (en) : magnitude 7.9
- Séisme de Sumatra de 2002 (en) : Séisme de magnitude 7,3 survenu à la limite entre les zones de rupture des séismes de 2004 et 2005 énumérés ci-dessous.
- Séisme et tsunami de 2004 dans l'océan Indien : magnitude 9.1–9.3
- Séisme de 2005 à Sumatra : magnitude 8.6
- Séisme de septembre 2007 en Indonésie : Série de tremblements de terre, les trois plus importants étaient de magnitude 8.5, 7.9 et 7.0.
- Séisme de Simeulue de 2008 (en) : magnitude 7.4, proche de celui de 2002.
- Séisme de 2009 à Sumatra : magnitude 7.9
- Séisme de 2010 aux îles Mentawaï : magnitude 7.7

### Segment de Java
- Séisme de Bali de 1917 (en) : magnitude 6.6
- Séisme de Java de 1994 (en) : magnitude 7.8
- Séisme de juillet 2006 à Java : magnitude 7.7
- Séisme de Java occidental de 2009 (en) : magnitude 7.0
- Séisme du détroit de la Sonde de 2019 (en) : magnitude 6.9